# Tanjungsari Indah
Tanjungsari Indah is een bestuurslaag in het regentschap Lebak van de provincie Banten, Indonesië. Tanjungsari Indah telt 1825 inwoners (volkstelling 2010).